# Таганрогская кондитерская фабрика
Таганрогская кондитерская фабрика — одно из старейших промышленных предприятий Таганрога.

## Названия предприятия
- с 1933 по 1945 год — Таганрогская кондитерская фабрика
- с 1945 по 1988 год — Таганрогская кондитерская фабрика имени 8-го Марта
- с 1988 по 1993 год — Кондитерская фабрика «Таганрогская»
- с 1993 по 2007 год — АОЗТ «Монада»
- с 2007 по 2013 год — «Таганрогская кондитерская фабрика»
- с 2013 года по настоящее время — ООО «Таганрогская кондитерская фабрика»

## История
Два одноэтажных здания по адресу Петровская улица, 51 были построены в 1860—1870-х годах. Их владельцами сначала был француз Яков де Комили, а затем жена купца Елизавета Янкилевич.
В 1869 году в местной газете было опубликовано объявление: «Немецкая булочная и при ней кондитерская открыты мною на Петровской (Большой) улице во вновь отстроенных магазинах госпожи Ковалевской, где будут продаваться в больших количествах различные сорта и приготовления немецкий хлеб, пирожные и прочее. Все сорта хлеба можно найти и в других местах прежде мною открытых для продажи. Н. Потоцкий».
С 1880-х по 1920-е годы домовладения принадлежали Якову Фридману, который сдавал эти дома в аренду.
В 1890 году одно строение у хозяина дома арендовал портной по мужскому платью Богданов, другое купец 2-й гильдии немец Петр Генрихович Тиссен, который выпекал здесь хлеб и готовил кондитерские изделия. Пекарня Тиссена выпекала лучший в городе хлеб, который приобретали рестораны и кафе. В 1902 году Тиссен погиб, и его дело перешло в руки Бруля Греппера.
Таганрогская кондитерская фабрика была основана в 1933 году на базе расположенной по адресу Петровская 51 частной кулинарной мастерской. В 1937 году здесь работало 90 человек, к 1941 году число работников увеличилось до 170. Труд был, в основном, ручной. Выпускалось 7-8 тонн продукции в сутки.
В период немецкой оккупации (1941—1943) на фабрике выпекали хлеб для немецких солдат.
После освобождения города вновь перешли на выпуск печенья, пряников и простых конфет. В 1945 году фабрика получила название «имени 8-го Марта».
В 1950—1960 годы велась реконструкция предприятия, его техническое оснащение, в том числе импортным оборудованием. Было освоено производство драже, ириса, карамели, затем — мармелада, пастилы, зефира, в том числе в шоколаде. Таганрогская кондитерская фабрика входила в состав Росткондитеробъединения. Фирменным брендом фабрики были конфеты «Каракум», а также зефир в шоколаде.
В связи с невозможностью дальнейшего расширения производства на старом и тесном участке в центре города в 1988 году произошло объединение фабрики с Горпищекомбинатом с постепенным её переводом на территорию ГПК. Пищекомбинат был создан в 1970-е путём слияния завода пищевых продуктов (ул. Кузнечная, 11), имевшего маслобойню (ул. Амвросиевская, 3), с винзаводом (Поляковское шоссе, 12). При соединении Горпищекомбината и Таганрогской кондитерской фабрики предприятие получило название «Кондитерская фабрика „Таганрогская“». Производство кондитерских изделий (конфеты, драже, зефир, пастила, пастила, мармелад и печенье) разместилось на участке бывшего винзавода. На территории бывшей ГПК находились цеха по производству халвы и козинаков, на месте маслобойни — маслоцех.
В январе 1993 года предприятие было реорганизовано в АОЗТ «Монада» (директор А. М. Тинт). В 1997 году установлена автоматизированная линия по производству майонеза и расфасовке его в пластиковые ёмкости. Число работников составляло 176 человек. Вскоре фабрика прекратила своё существование.
В 1997 году комплекс зданий старой кондитерской фабрики по адресу Петровская улица 51 был выставлен на продажу через аукцион. В 2001 году проблемами Таганрогской кондитерской фабрики занимался известный таганрогский бизнесмен Александр Денисов.

## Новые собственники фабрики
В середине 2006 года производственные мощности фабрики перешли к новому собственнику, который в течение года на новых производственных площадках (ул. Кузнечная, 11; ул. Амвросиевская, 3; Поляковское шоссе, 12) заменил значительную часть оборудования и оптимизировал управленческую структуру предприятия. В ассортименте реконструированной фабрики присутствовало более 150 наименований продукции: товары зефирно-пастильной группы, мармелад, вафли, драже, песочное отсадное печенье, восточные сладости.
В 2013 году Таганрогская кондитерская фабрика была отмечена как один из активных поставщиков сетевого гипермаркета «Лента».
В ноябре 2014 года администрация кондитерской фабрики через центр занятости населения Таганрога предлагала для граждан Украины, вынуждено покинувших родину в результате боевых действий, рабочие места. Беженцам предлагали работу укладчиков-упаковщиков с заработной платой в 9 тысяч рублей.

## «Европейский квартал»

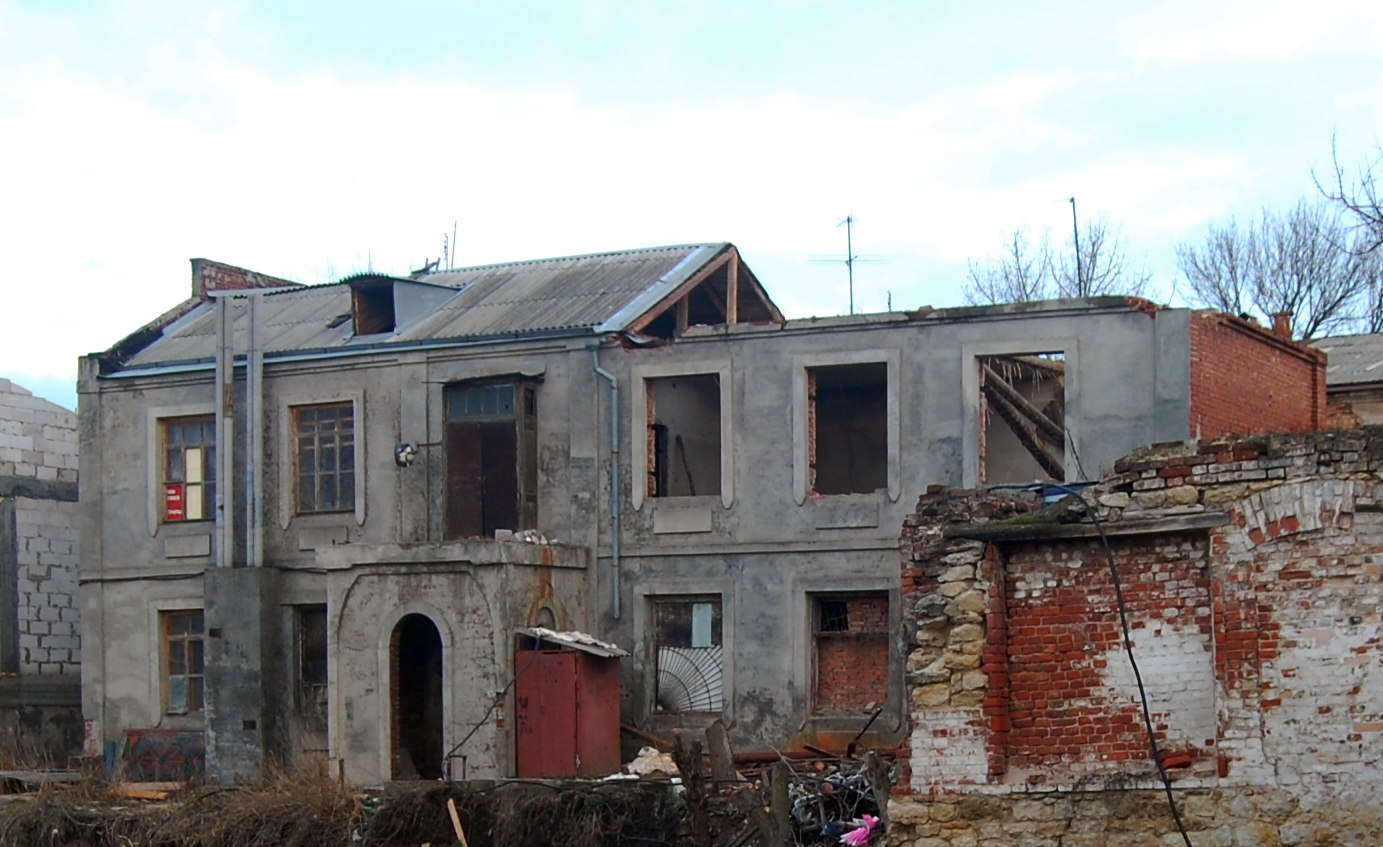
Ирисный цех, 2013

21 мая 2003 года главой Администрации Таганрога Николаем Федяниным было подписано Постановление № 2242 "О разрешении Обществу с ограниченной ответственностью «Агентско-экспедиторская фирма „Коммерческий центр“ строительства офисно-торгового центра с гостиничным комплексом, жилой площадью, подземной автостоянкой по адресу ул. Петровская, 51».
Первые проектные решения будущего «Европейского квартала» были предъявлены общественности в 2003 году, когда в журнале «АССА» («Ассоциация Строителей, Союз Архитекторов») была опубликована концепция застройки квартала Петровская—Итальянский—Фрунзе—Тургеневский, в середине которого располагалась территория старой Таганрогской кондитерской фабрики. В соответствии с этой концепцией, разработанной по заказу ООО АЭФ «Коммерческий центр» и поддерживаемой главным архитектором Таганрога Анатолием Жмакиным, предполагалось снести все строения внутри квартала, ограниченного Петровской улицей, Тургеневским переулком, улицей Фрунзе и Итальянским переулком, и застроить территорию многоярусными сооружениями. Нижний ярус внутриквартального пространства предполагалось отвести под автостоянки, верхние ярусы — под торгово-офисный центр с гостиничным комплексом. Позднее этот проект неоднократно перерабатывался таганрогской компанией «Приазовский строительный центр».
С начала 2000-х годов по 2013 год на территории старой кондитерской фабрики (Петровская улица, 51) были снесены все здания и постройки, включая два одноэтажных дома, выходивших фасадами на Петровскую улицу. Последним в 2013 году было уничтожено двухэтажное здание ирисного цеха.
На месте кондитерской фабрики в 2004 году был вырыт огромный котлован и развёрнуто строительство торгово-делового центра «Европейский», именуемого в прессе то «Европейским кварталом», то «Голландским кварталом». Проект торгово-делового центра «Европейский» разработан таганрогской компанией «Приазовский строительный центр». «Приазовский строительный центр» также осуществлял авторский надзор за строительством.
В июне 2011 года главный архитектор Таганрога Андрей Максименко провёл перед представителями региональных СМИ презентацию широкомасштабного строительства «Европейского квартала».
Согласно планам застройщика, от Петровской улицы до улицы Фрунзе параллельно Тургеневскому переулку будет выстроена узкая «европейская улочка», вымощенная брусчаткой. Также авторами проекта на территории торгово-делового центра «Европейский» планировалось строительство подземных автомобильных парковок.
По мнению специалистов Северо-Кавказского филиала института «Спецпроектреставрация», строительство нового квартала искажает исторически сложившиеся градостроительные основы Таганрога. Также специалистами была высказана точка зрения, говорящая о том, что данный проект, являясь проявлением современной манерности определённых групп, отмечен отсутствием обеспечения связи историко-теоретического понятийного образа, отсутствием применения элементарных градостроительных нормативов, слабым анализом тупиковости дальнейшего развития проектируемого комплекса, без постановки вопроса по элементам обеспечения нормами стоянки автомобилей и безопасностью дорожного движения.
В июле 2013 года в прессе появилось сообщение о том, что при контрольной проверке объекта выявились грубые нарушения в технической документации. Распоряжением комитета по архитектуре и градостроительству Таганрога 1 июля 2013 года у застройщика было отозвано разрешение на работы в этом квартале, стройка остановлена и признана незаконной. 22 июля 2013 года ночью в котлован «Европейского квартала» рухнула стена пристройки дома № 18 по улице Фрунзе (двор Дома Караспасова). По утверждению специалистов будет достаточно небольшого дождя, чтобы исторические дома начали сползать в котлован.
23 сентября 2013 года Таганрогский городской суд, рассмотрев исковое заявление городской прокуратуры, оперативно вынес определение, запрещающее выполнение строительных работ по возведению торгово-офисного центра. В ноябре 2013 года, завершив рассмотрение дела, Таганрогский городской суд признал строительство торгово-офисного центра в так называемом «Европейском квартале» незаконным. Суд постановил запретить ООО "Агентско-экспедиторская фирма «Коммерческий центр» вести строительство на улице Петровской, 51 до получения разрешительной документации.

## Известные люди, работавшие на предприятии
- Киричек, Маргарита Сергеевна (1930) — российский историк-краевед, лауреат премии им. И. Д. Василенко[35].